# تاريخ تطور الليمور

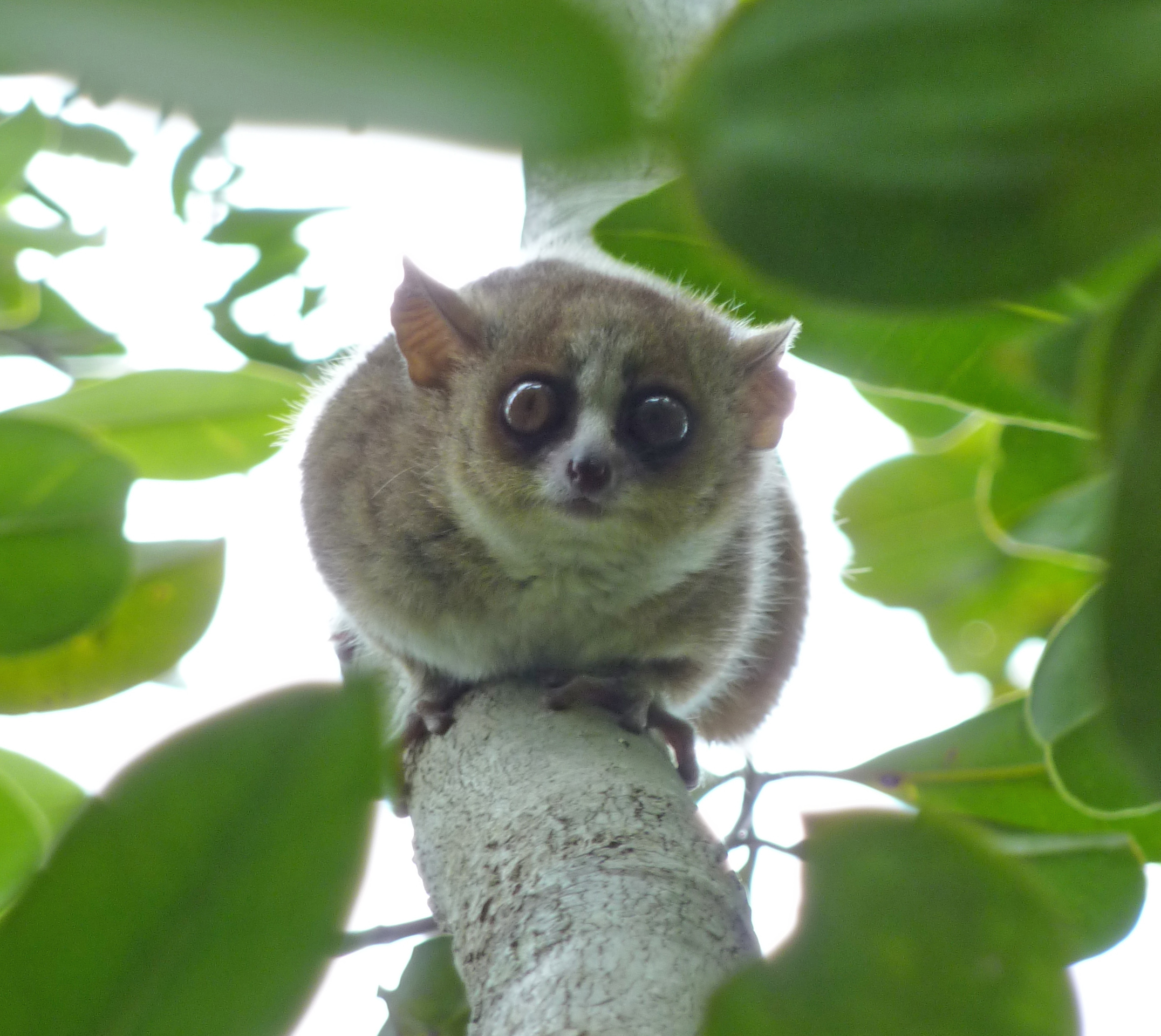
الليمور الفأري، أصغر أنواع الرئيسيات في العالم، نشأت في معزل مع بقية الليموريات في جزيزة مدغشقر.

التاريخ النشوئي للليموريات حدث في معزل عن باقي الرئيسيات، علي جزيرة مدغشقر، علي الأقل من 40 مليون سنة. الليموريات رئيسيات من سعالي بدائية من رتبية الهباريات، التي تشعبت من الرئيسيات لأقل من 63 مليون سنة ماضية. تتشارك في العديد من السمات من الرئيسيات القاعدية، ولذلك كثيراً ما أحتير بكونها سلف السعادين الحديثة، والقردة، والبشر. بدلاً من ذلك، هي تشبهة أسلاف الرئيسيات فقط.
يعتقد أن نشوء الليموريات كان خلال العصر الإيوسين أو في مبكر، يتشاركون أقرب الأسلاف مع اللوريسيات، والبوتو، والجلاجو الحفريات من أفريقيا وبعض اختبارات الأحماض النووية أقترحت أن الليموريات قد شقت طرقها إلي مدغشقر فيما بين 40 و52 م.س.م. مقارنات الميتوكندريات الأخري وتسلسل الأحماض النووية تقدم نطاق وقتي من 62 إلي 65 م.س.م.